# 卡特角
63°46′S 59°54′W / 63.767°S 59.900°W

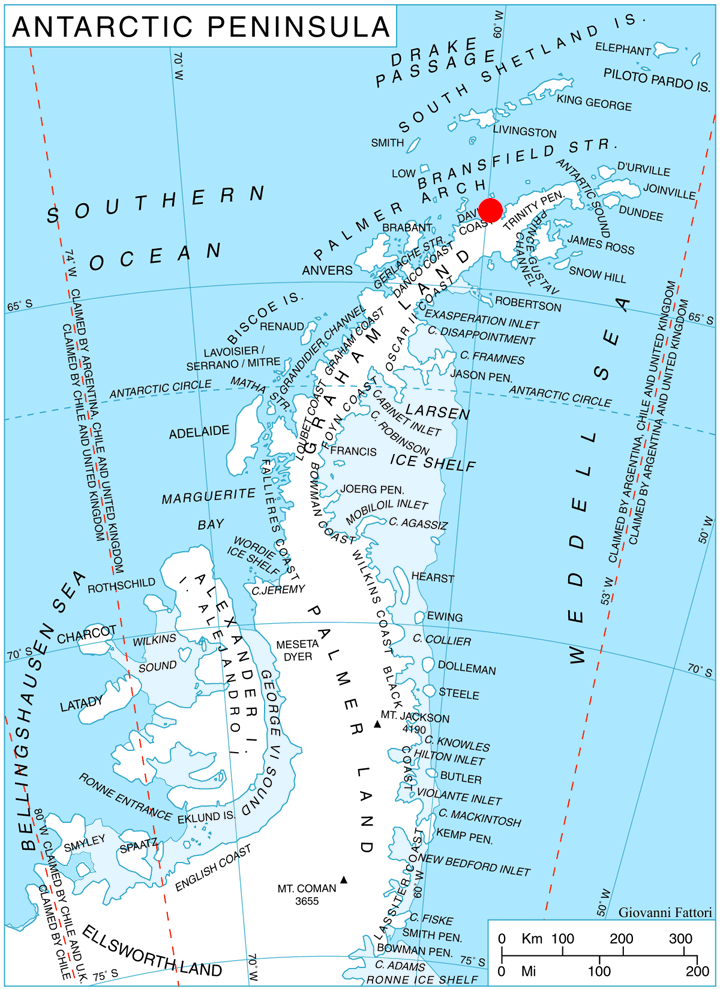

卡特角是南極洲的海岬，位於葛拉漢地西岸，是維托半島的西北端，英國探險隊在1828至1831年繪畫該地區海岸，以籌劃該次探險隊的委員命名。